# Rotkäppchen (1995)
Rotkäppchen (Originaltitel: Little Red Riding Hood) ist ein Zeichentrickfilm von Toshiyuki Hiruma aus dem Jahr 1995. Der Film basiert auf dem grimmschen Märchen Rotkäppchen. Er hatte am 31. Juli 1995 in den USA seine Premiere.

## Handlung
„Öfter als man denkt, sehnen sich die Alten nach den Tagen ihrer Jugend, während die Jugend es kaum erwarten kann, alt zu werden. Aber gelegentlich kommen die Sehnsüchte dieser zwei Generationen in einer Art und Weise zusammen, die wir niemals richtig verstehen werden und genau so ist das Verhältnis zwischen dem kleinen Rotkäppchen und seiner Großmutter,“ mit diesen Worten beginnt dieser Märchenfilm.
Die Großmutter näht ein rotes Mäntelchen mit Kapuze für ihre kleine Enkelin, die fortan nur noch „Rotkäppchen“ gerufen wird. Die Freude des kleinen Mädchens über das schöne Geschenk ist groß. Einige Zeit ist vergangen und Rotkäppchen hat zusammen mit ihrer Mutter einen Schokoladenkuchen gebacken und die Mutter hat auch eine kräftige Suppe für Rotkäppchens Großmutter gekocht. Die alte Frau war krank, befindet sich nun aber wieder auf dem Weg der Besserung. Rotkäppchen macht sich mit dem Korb voller Köstlichkeiten und guten Ratschlägen der Mutter auf den Weg zur Großmutter. Die Mutter meint, sie solle auf dem Weg bleiben und nicht mit Fremden sprechen. Rotkäppchen verspricht es. Auf dem Weg durch den Wald steht plötzlich ein kleines Rehkitz schluchzend am Wegesrand. Rotkäppchen erkundigt sich, warum es denn weine. Es meint, es hätte den Geburtstag seiner Mutter vergessen. Rotkäppchen schlägt vor, dass es der Mutter Blumen zur Entschuldigung bringen solle, dann wäre alles wieder gut. Gemeinsam pflücken sie einen schönen Strauß, das Kitz bedankt sich bei Rotkäppchen und springt davon. Bald darauf trifft das kleine Mädchen eine Drossel, die wunderschön singen kann, sich aber davor fürchtet, zu fliegen. Rotkäppchen spricht dem kleinen Vogel Mut zu, es zu versuchen, da er als Belohnung zurück zu seiner Familie fliegen könne. Und tatsächlich traut er sich. Aus Dankbarkeit bringt er Rotkäppchen das Pfeifen bei. Bevor er davonfliegt, meint er noch, das Kind solle pfeifen, falls es in Gefahr sei, dann komme er geflogen. Auf ihrem weiteren Weg zur Großmutter stößt das Mädchen auf den Jäger, ohne zu erkennen, dass sich der Wolf als solcher verkleidet hat. Der „Jäger“ warnt Rotkäppchen sogar ausdrücklich vor dem Wolf. Auch einer Biberfamilie hilft Rotkäppchen unterwegs. Die Biber hoffen, dass sie sich eines Tages für die Hilfe des Kindes revanchieren können. Kurz bevor das Kind das Haus der Großmutter erreicht hat, wird es noch von einem „alten Mann“ angesprochen, der um etwas zu essen bittet, da er so schrecklich hungrig sei. Rotkäppchen erzählt ihm von der Großmutter und gibt ihm ein Stück vom selbstgebackenen Kuchen ab. Der „alte Mann“ erkundigt sich ziemlich genau danach, wie man zur Großmutter gelange und rennt nach der Beschreibung des gutgläubigen Kindes auf einmal hastig davon. Rotkäppchen wundert sich, dass ein „alter Mann“ noch so schnell laufen kann.
Beim Haus der Großmutter angekommen, klopft er an die Tür und gibt sich als „Rotkäppchen“ aus, woraufhin die Großmutter meint: „Drück nur auf die Klinke, ich bin so schwach, ich kann kaum aufstehen.“ Als Rotkäppchen kommt, liegt der als Großmutter verkleidete Wolf im Bett und lässt sich von dem Kind einen Tee mit Honig zubereiten. Er hindert Rotkäppchen daran, die mitgebrachte Nahrung in die Speisekammer zu stellen, ohne das zu begründen. Rotkäppchen kommt das alles seltsam vor, auch das Aussehen der „Großmutter“. Beklommen fragt das Kind, warum ihre Augen, ihre Zunge und ihr Mund so groß seien. Bei der letzten Frage, bekommt Rotkäppchen die erschreckende Antwort: „Damit ich dich besser fressen kann.“ Entsetzt rennt das Kind in den Garten und der Wolf in der Kleidung der Großmutter hinterher. Rotkäppchen läuft immer im Kreis, dass dem hinterherlaufenden Wolf ganz schwummrig wird, dann schwingt das Kind sich auf die Schaukel und pfeift nach der Drossel. Der Wolf will Rotkäppchen von der Schaukel schubsen, bekommt diese jedoch durch die Schwingung voll ins Gesicht und stürzt um. Als er erneut Anlauf nimmt, kommt die Drossel mit einer Schar von Vögeln, die ihm alle ins Fell picken. Der Wolf versucht zu entkommen, achtet dabei nicht auf ein Seil, das das Rehkitz und seine Mutter gespannt haben, stolpert darüber und fliegt im hohen Bogen ins Wasser, das an dieser Stelle in einen Wasserfall mündet. Rotkäppchen bedankt sich bei den Tieren und läuft dann schnell zurück ins Haus, um nach der Großmutter zu suchen. Das Kind findet die alte Dame in der Speisekammer. Großmutter und Enkelin haben sich bei einem Stück Kuchen viel zu erzählen. Rotkäppchen hat gelernt, dass man nicht alles glauben darf und mehr den eigenen Augen trauen soll. Das alles geht ihr auf dem Weg nach Hause zur Mutter durch den Kopf, aber sie ist auch glücklich über die Tiere, die ihr geholfen haben und zu Freunden geworden sind. Wieder zu Hause angekommen, umarmt sie ihre Mutter zärtlich.

## Lieder im Film
- Im Intro und Outro erklingt das Lied Es ist mit Liebe gemacht, während man anfangs sieht, wie die Großmutter ein Mäntelchen mit Kapuze für Rotkäppchen zuschneidet und näht.
- Rotkäppchen singt einige Lieder gemeinsam mit der Drossel und den Bibern.

## DVD-Veröffentlichung
Der Film erschien in Deutschland durch VCL zunächst auf VHS, 2002 folgte die DVD-Erstausgabe ebenfalls von VCL. Die Koch Media GmbH brachte ihn 2005 als Platinum Edition auf DVD heraus.
2013 veröffentlichte die Edel AG Rotkäppchen zusammen mit acht weiteren Märchen Klassikern der Reihe in drei DVD-Boxen als 3 auf einen Streich. 2015 folgte schließlich durch Ascot Elite Home Entertainment eine DVD-Box mit sechs Filmen, die auch einzeln als Family Entertainment Gold Edition vertrieben wurden.